# Zdravím, dámy!
Zdravím, dámy! (v anglickém originále Hello Ladies: The Movie) je americká filmová komedie z roku 2014 navazující na stejnojmenný seriál. Režisérem filmu je Stephen Merchant. Hlavní role ve filmu ztvárnili Stephen Merchant, Christine Woods, Nate Torrence, Kevin Weisman a Kyle Mooney.

## Ocenění
Film byl nominován na dvě ceny Emmy.

## Obsazení
| Stephen Merchant | Stuart  |
| Christine Woods  | Jessica |
| Nate Torrence    | Wade    |
| Kevin Weisman    | Kives   |
| Kyle Mooney      | Rory    |
| Adam Campbell    | Mike    |
| Carly Craig      | Carrie  |
| Crista Flanagan  | Marion  |
| Nicole Kidman    | sebe    |